# Pont Tappan Zee
Pour les articles homonymes, voir Tappan.
Le pont Tappan Zee (en anglais : Tappan Zee Bridge), officiellement le pont gouverneur Mario M. Cuomo (Governor Mario M. Cuomo Bridge), est un pont américain sur l'Hudson, dans l'État de New York, à 40 kilomètres en amont de New York, nommé en l'honneur du 52e gouverneur de l'État de New York, Mario Cuomo (1983-1994). Ouvert à la circulation en 2017, il remplace le précédent pont datant de 1955.

## Histoire
Construit entre 1952 et 1955, le premier pont à poutres en porte-à-faux, long de 4 881 mètres, permet à l'autoroute Interstate 87 de relier Spring Valley à Yonkers. Le nom officiel du premier pont, Governor Malcolm Wilson Tappan Zee Bridge (pont gouverneur Malcolm Wilson-Tappan Zee), est attribué en 1994 à l'occasion du 20e anniversaire de fin de mandat du gouverneur Malcolm Wilson.
Atteint d'obsolescence, en 2013 débute la construction de deux nouveaux ponts de type pont à haubans, parallèlement au premier pont Tappan Zee. Le 6 octobre 2017, le trafic est basculé vers le nouveau pont, avant son inauguration officielle l'année suivante par le gouverneur Andrew Cuomo, fils de Mario Cuomo, à qui le nouveau pont est dédié. L'ancien pont est finalement détruit le 15 janvier 2019 à l'aide d'explosifs.

## Galerie

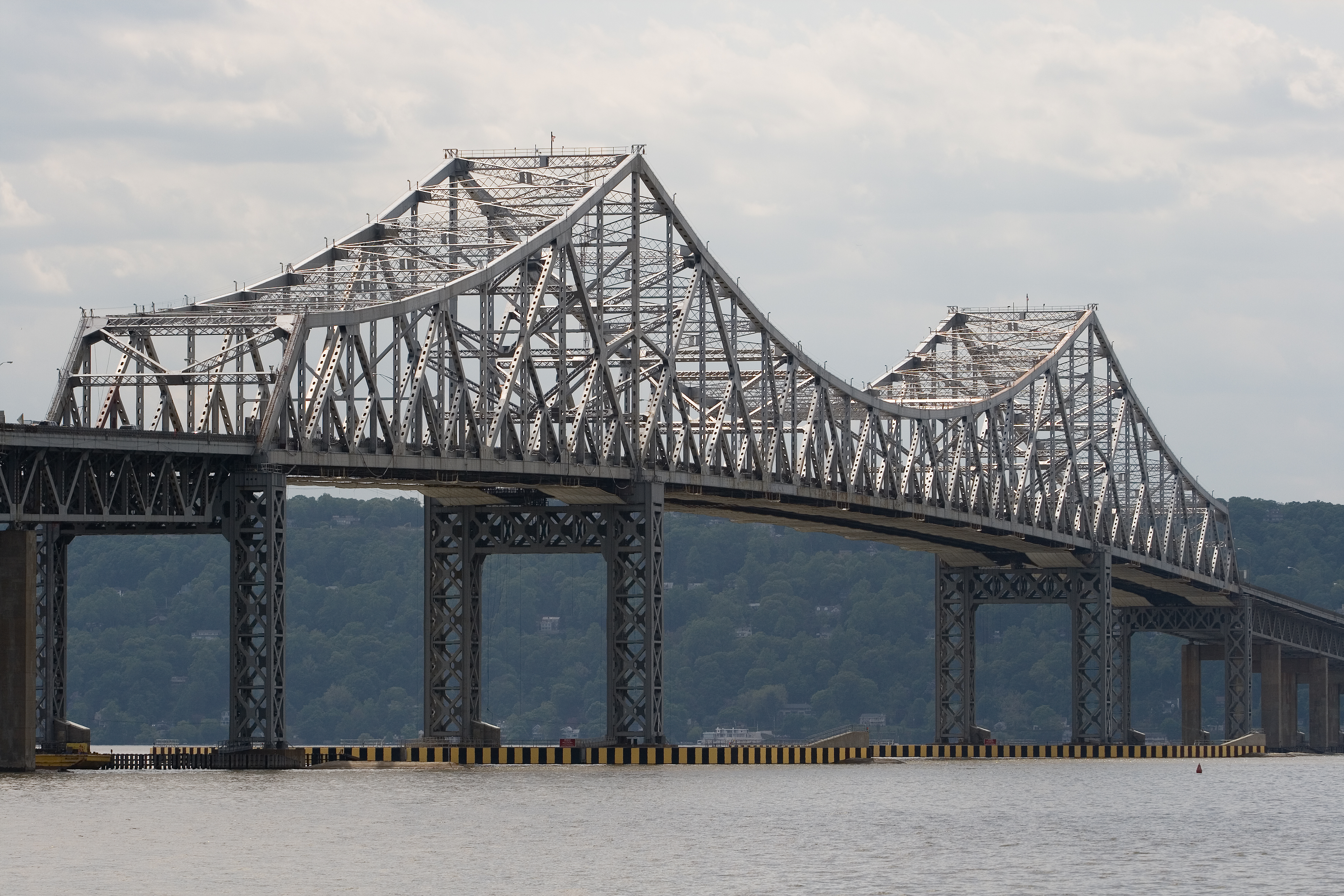
L'ancien pont.
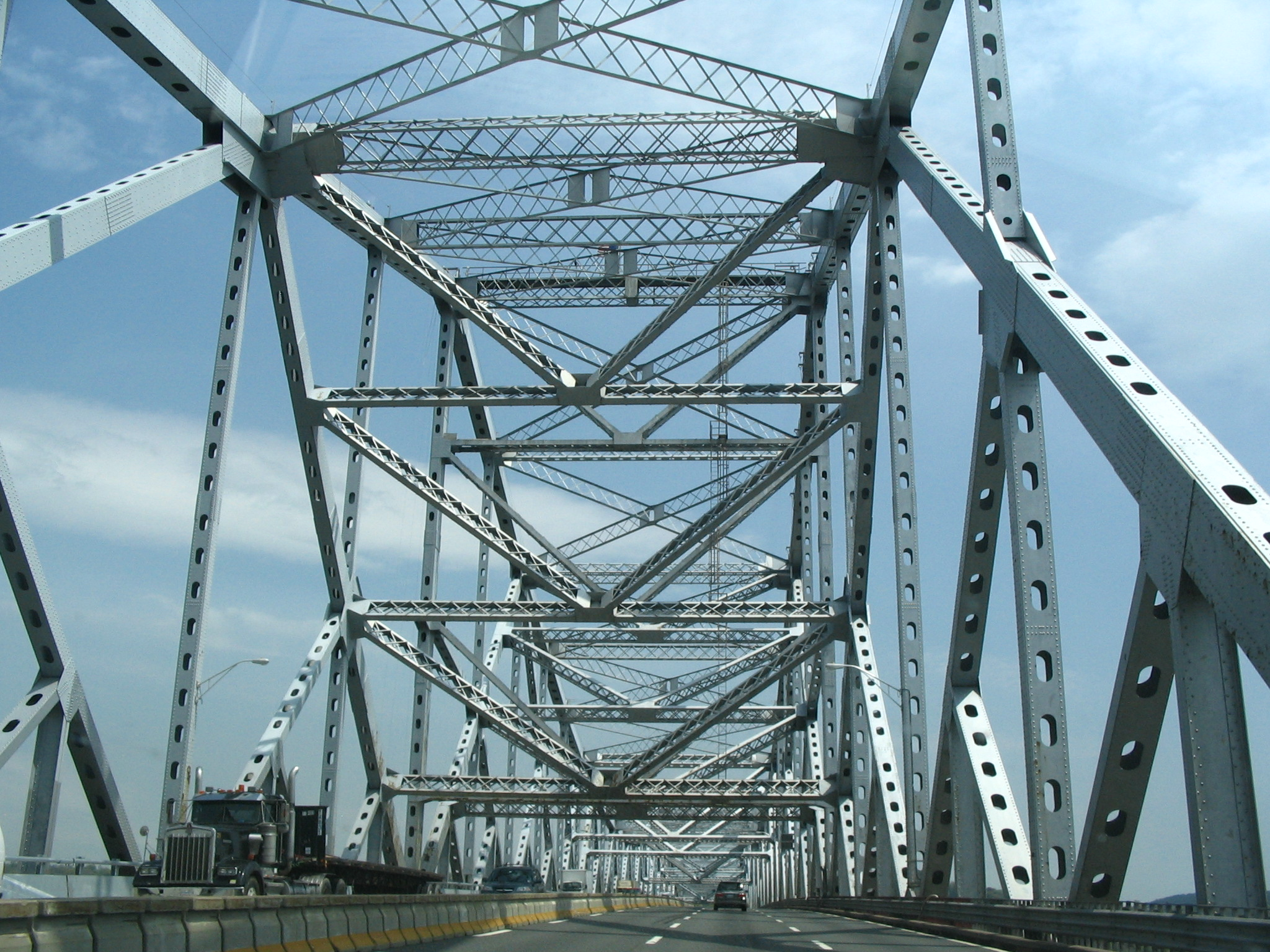
Vue depuis le tablier de l'ancien pont.
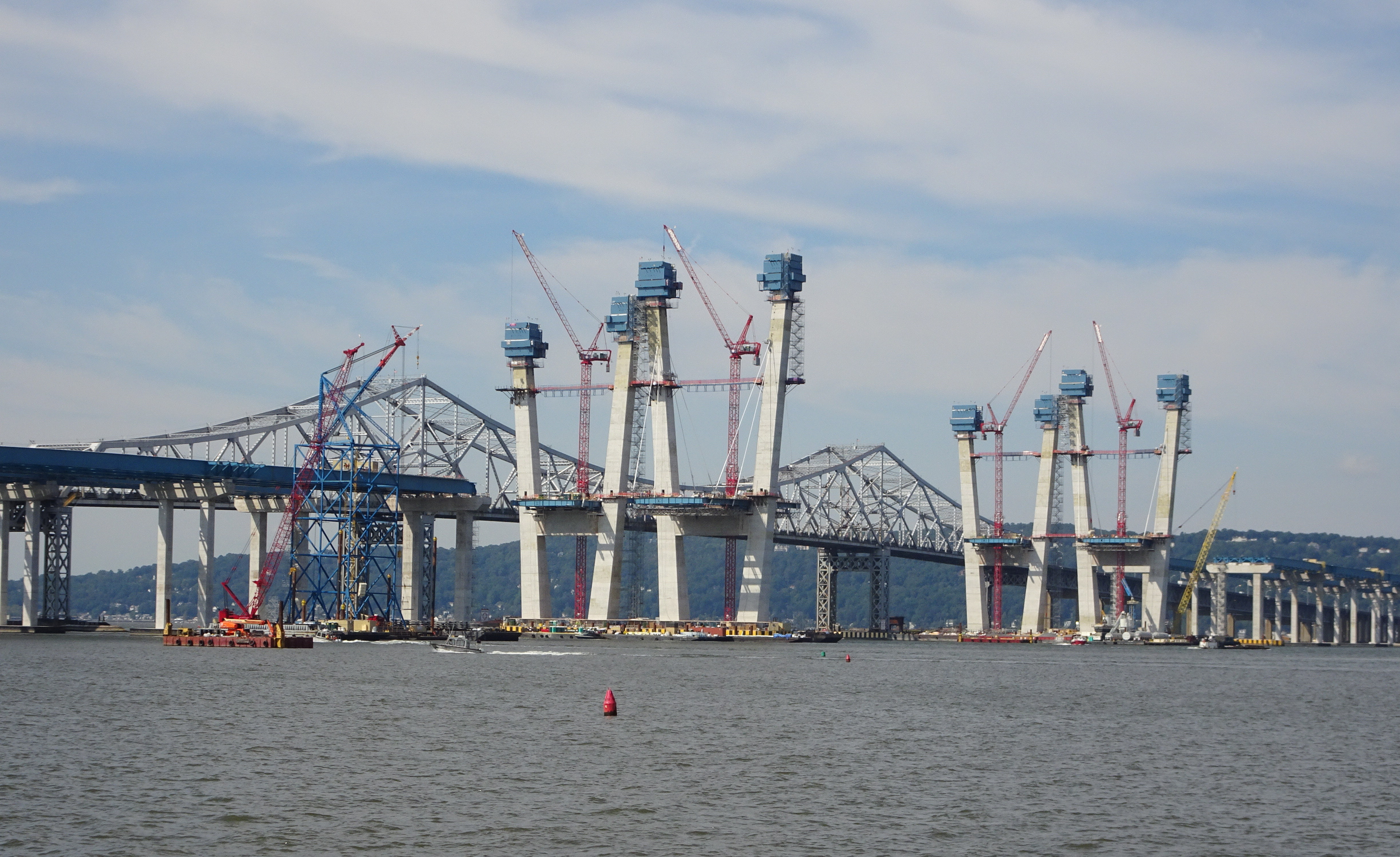
Construction du nouveau pont parallèlement à l'ancien.